# Rödbröstad ängstrupial
Rödbröstad ängstrupial (Leistes militaris) är en fågel i familjen trupialer inom ordningen tättingar.

## Utbredning och systematik
Fågeln förekommer från sydvästra Costa Rica till norra Bolivia, Trinidad, Guyana och Amazonområdet i Brasilien. Den behandlas som monotypisk, det vill säga att den inte delas in i några underarter.

## Status och hot
Arten har ett stort utbredningsområde och tros öka i antal. Internationella naturvårdsunionen IUCN listar den därför som livskraftig (LC).